# Nabuchodonosor II
Cette page contient des caractères spéciaux ou non latins. S’ils s’affichent mal (▯, ?, etc.), consultez la page d’aide Unicode.
Pour les articles homonymes, voir Nabuchodonosor.
Nabuchodonosor II (babylonien : Nabû-kudurrī-uṣur (« Nabû, protège mon fils aîné ») ; araméen : ܢ ܵܒܘ ܟܘ ܕܘ ܼܪܝ ܼܘܨܘ ܪ ; hébreu : נבוכדנצר / Nəḇūḵhaḏnatṣṣar ; grec ancien : Ναβουχοδονόσωρ / Naboukhodonósôr ; arabe : نبوخذ نصر / nibūkḫaḏ naṣṣar) est le roi de l'Empire néo-babylonien entre 605 et 562 av. J.-C.
Il régna sur le plus vaste empire qu'ait dominé Babylone, ville où il fit ériger ou restaurer de nombreux monuments (dont la porte d'Ishtar et la ziggurat Etemenanki). Pendant un temps, on lui a attribué la construction des jardins suspendus de Babylone, l'une des Sept Merveilles du monde, bien qu'aucune trace n'en ait été conservée. Nabuchodonosor est mentionné dans la Bible hébraïque et l'Ancien Testament, notamment comme destructeur du Temple de Salomon.

## Étymologie
Son nom vient de l'akkadien Nabou-kudurri-usur, signifiant : « Ô Nabû, protège mon fils aîné ! », Nabû étant la divinité babylonienne du savoir et de l'écriture, et le fils du dieu Marduk. Dans une inscription, Nabuchodonosor s'annonce comme « bien-aimé » et « favori » de Nabû,. Son nom a autrefois été interprété à tort comme « Ô Nabû, défends mon kudurru ! », « kudurru » étant pris ici au sens de « stèle gravée ». Toutefois, lorsqu'il est contenu dans le titre du souverain, « kudurru » se rapproche de « fils aîné ».
Nabuchodonosor reprend probablement son nom de son grand-père. Un roi nommé Nabuchodonosor a déjà régné sur Babylone, d'environ 1125 à 1104, et a marqué son histoire en remportant une victoire contre les Élamites, auxquels il reprend la statue du dieu Marduk qu'ils avaient emporté lors d'un conflit précédent. Il est possible que le choix de ce nom dans cette famille fasse référence à cette figure illustre, car ses membres témoignent d'un intérêt marqué pour le passé babylonien, et qu'autrement ce nom est rarement porté en Babylonie.

## Biographie

### La constitution de l'Empire babylonien

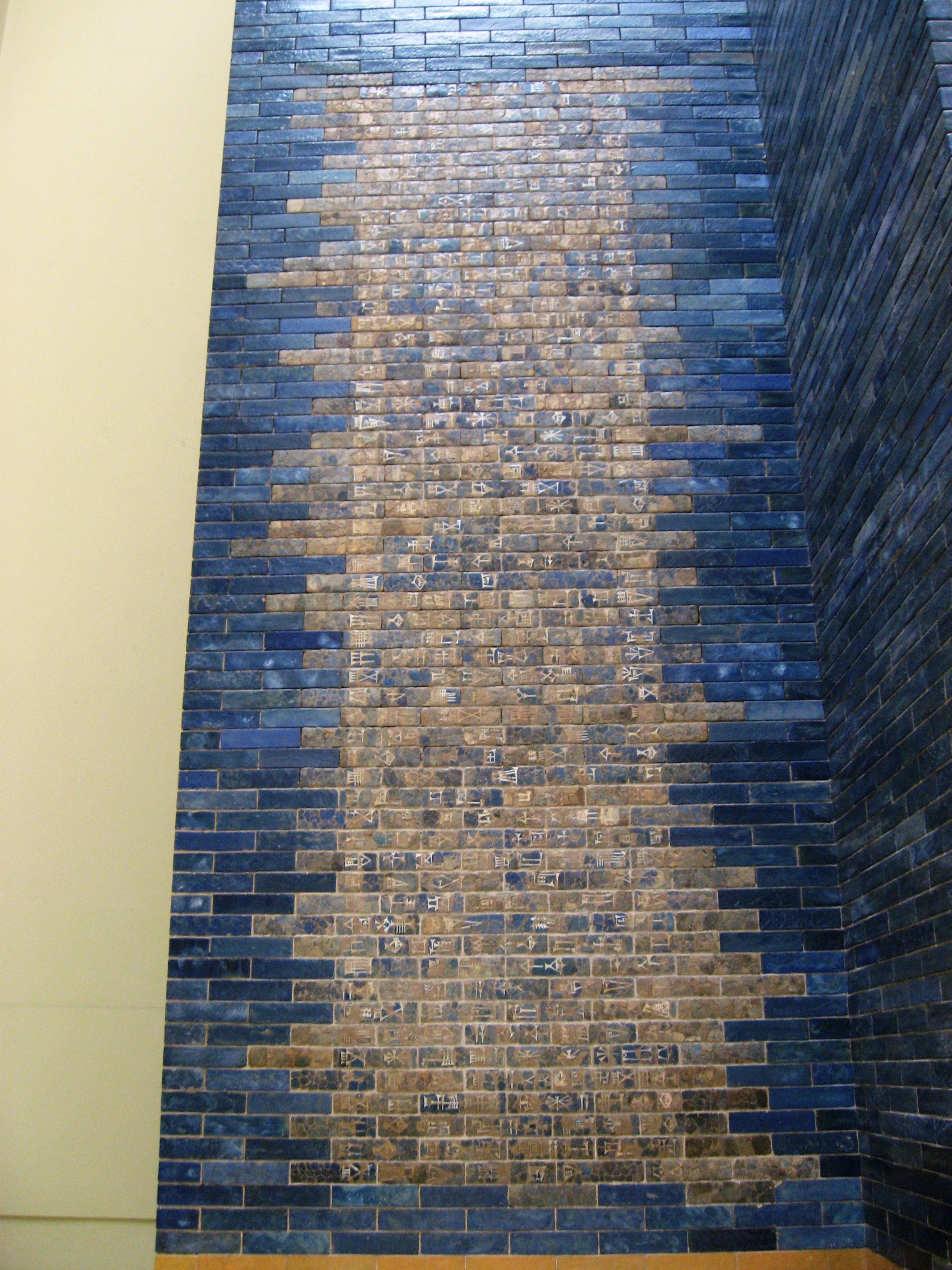
Dédicace de Nabuchodonosor pour la porte d'Ishtar.

Après avoir abattu l'Empire assyrien entre 612 et 609 av. J.-C., le roi de Babylone Nabopolassar (626-605 av. J.-C.), désormais âgé, confie la direction des opérations militaires à son fils aîné, Nabuchodonosor, qui avait sans doute déjà combattu lors de la lutte contre l'Assyrie, menée avec l'appui des Mèdes. Dans le cadre de la politique de son père, il aurait d'ailleurs épousé la fille (ou petite-fille) du roi mède Cyaxare, celle que les sources grecques nomment Amytis, pour laquelle il aurait fait construire plus tard les jardins suspendus de Babylone.
Après la victoire contre les Assyriens, Nabuchodonosor mène les armées babyloniennes en Syrie où l'armée égyptienne a pénétré pour essayer de dominer la région à la place de l'empire déchu. Il lui faut deux ans pour renforcer ses lignes arrières, puis il passe à l'action en 605 av. J.-C. et écrase la coalition adverse à la bataille de Karkemish, puis soumet les royaumes côtiers dont celui de Juda.

### Campagnes en Syrie et en Judée

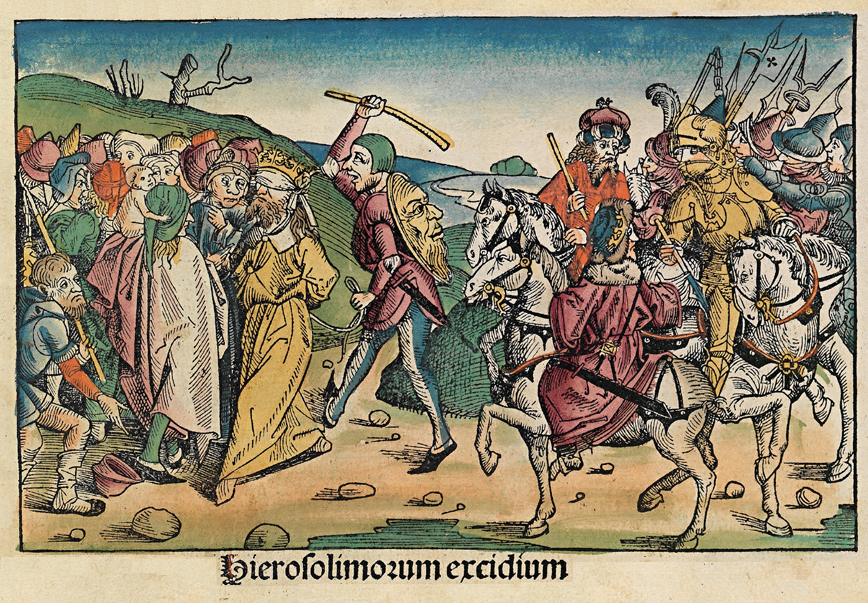
Expulsion des Juifs de Jérusalem sous Nabuchodonosor (Chronique de Nuremberg, 1493).

Lorsqu'il devient roi, Nabuchodonosor II ne manque ni d'expérience ni d'ambition. Aussitôt sa prise de pouvoir officialisée, il retourne sur les bords de la Méditerranée, où le souverain d'Ascalon s'est révolté et où il veut aussi affirmer sa domination sur les souverains des royaumes de Phénicie, et également sur le roi de Juda. Mais les Égyptiens sont toujours présents dans la région pour soutenir les révoltes de ces derniers. En 601, le choc entre les opposants, Babyloniens d'un côté, Égyptiens et alliés de l'autre, a lieu. Nabuchodonosor essuie une défaite, et doit se retirer dans ses forteresses de Syrie. Il décide d'attaquer en Arabie l'année suivante. Puis il retourne au Levant pour recevoir le tribut des souverains de la région. Celui de Juda, Joakim, refuse de payer, et subit la répression : sa capitale Jérusalem est assiégée puis prise en 597, il perd la vie, et son fils Joachin et les autres notables et lettrés du royaume sont déportés à Babylone. Pour mieux contrôler la région, Nabuchodonosor bâtit un fort à Riblah, au Liban. Mais cela n'empêche pas les rois locaux de continuer à se révolter, et d'être le principal souci du souverain. Une révolte a lieu en Babylonie même en 593, et est vite réprimée avec violence.

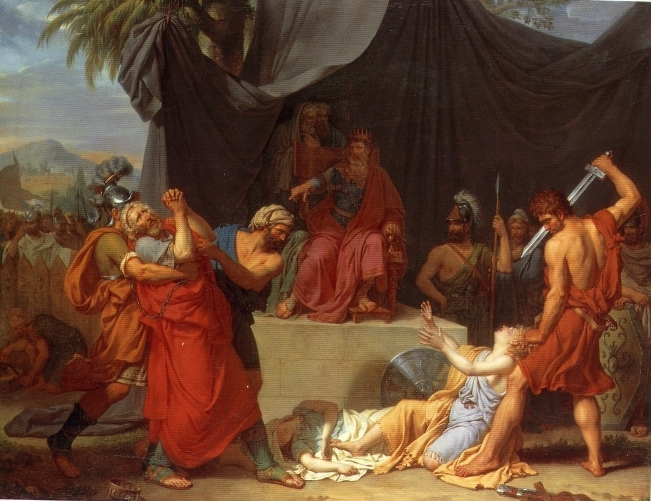
Nabuchodonosor fait tuer les enfants de Sédécias sous ses yeux. Tableau de François-Xavier Fabre, 1787.

En 589 av. J.-C., les Égyptiens s'emparent de Gaza, et assiègent Tyr et Sidon. Puis ils forment une coalition avec les Phéniciens, à laquelle se rallie Sédécias, le nouveau roi de Juda, en poste aux ordres de Nabuchodonosor II. Celui-ci revient donc à Riblah, d'où il prépare sa contre-attaque. Il assiège Jérusalem en 588, et après environ deux ans de siège, la ville tombe. Les fils de Sédécias sont tués, alors que lui est mutilé et déporté à Babylone avec la majorité des élites de son royaume. Jérusalem est ensuite brûlée. Parallèlement, Tyr est aussi assiégée. La situation met plus de temps à se résoudre, et ce n'est qu'au bout de treize années que Nabuchodonosor II peut faire entrer ses troupes dans la ville. En 585, le roi babylonien arbitre un conflit opposant son allié le Mède Cyaxare au roi Alyatte de Lydie, et en profite pour s'emparer de quelques villes en Cilicie. Peu après, la Judée se révolte (582) ce qui oblige les Babyloniens à y retourner. La situation au Proche-Orient ne s'arrange qu'en 568, lorsque Nabuchodonosor II met en déroute les Égyptiens près de Gaza.

### Fin de règne et succession
La fin du règne de Nabuchodonosor II est obscure. On sait qu'il meurt en 562 av. J.-C. à Babylone, peut-être de maladie. Son fils Amel-Marduk (ou Evil-Merodach) n'occupe le trône que deux ans avant d'être renversé par le beau-fils de Nabuchodonosor, Nériglissar. Le sommet du pouvoir babylonien après Nabuchodonosor II est caractérisé par une instabilité chronique qui se manifeste par deux coups d'État en 560 et 556 av. J.-C., et la contestation à laquelle fait face le dernier roi Nabonide. Pour autant, l'empire hérité des conquêtes de Nabuchodonosor et de son père ne se disloque pas, ce qui semble témoigner de la solidité de leur construction politique. En 539 av. J.-C., Cyrus II de Perse s'empare de Babylone et, par là, de tout son empire. Sur la longue durée, le règne de Nabuchodonosor participe donc au renforcement et à la stabilisation des empires de plus en plus vastes qui dominent le Moyen-Orient à partir du Ier millénaire av. J.-C., entre celui des Assyriens et celui des Perses achéménides.

### Descendance
On lui connaît cinq enfants (attestés par des documents contemporains), de mère(s) inconnue(s) : deux filles, Kaššaia (probablement l'aînée de la fratrie, mariée à Nériglissar) et Ba'u-asītu, et trois fils : Amêl-Marduk (son successeur), Mušêzib-Marduk et Marduk-nâdin-ahi.

## La capitale et les autres villes: un grand bâtisseur

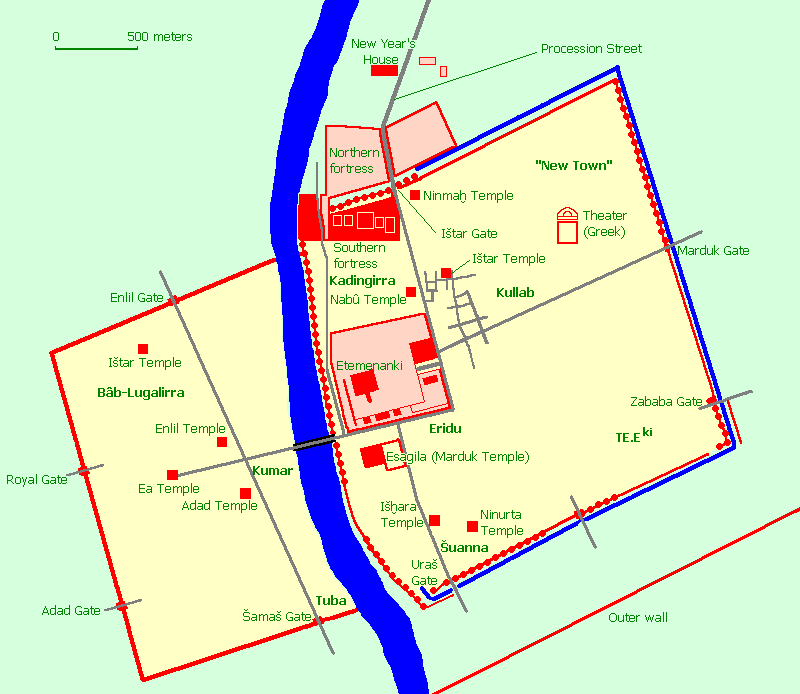
Plan de la ville intérieure de Babylone au après les chantiers entrepris par Nabuchodonosor et son père.

### Babylone à l'époque de Nabuchodonosor
À l'époque de Nabuchodonosor, Babylone forme un rectangle grossier de 1,5 km sur 2,4 km[réf. souhaitée]. Construite primitivement sur la rive orientale de l'Euphrate, elle est reliée à ses quartiers populaires sur la rive occidentale par un pont. Le pont est constitué de piles en forme de navettes longues de 21 m, larges de 9 m, à des intervalles de 9 m, construites en briques et en pierres scellées au plomb, avec des cavités destinées à recevoir l'extrémité des poutres, qui supportent le tablier.[réf. souhaitée]
L'organisation intérieure (fouilles du quartier du Merkès) repose essentiellement sur un plan quadrillé, ce qui suppose un plan d'urbanisme. Certaines rues sont assez larges pour permettre le passage de chars et de chariots.[réf. nécessaire] Une grande artère nord-sud, la Voie processionnelle, dessert le palais et les principaux sanctuaires. Le palais s'étend au nord entre la Voie processionnelle et un énorme bastion aux murs larges de 25 m[réf. souhaitée]. De 300 m sur 150 m environ, composé de cinq unités allongées nord-sud et juxtaposées, avec des bâtiments de part et d'autre d'une grande cour, il est unique par sa structure et son organisation (il faut, pour atteindre la dernière unité, franchir d'abord les quatre premières).[réf. nécessaire]. Des fouilleurs ont cru un temps y trouver les fondations des jardins suspendus, dont la construction est attribuée à Nabuchodonosor par l'astronome babylonien Bérose[réf. nécessaire]. Toutefois, si les dimensions correspondent partiellement à celles données par le chroniqueur grec Diodore de Sicile, le site semble avoir été trop éloigné de l'Euphrate par rapport aux besoins en eau d'une telle structure.
Le temple de Marduk (Ésagil, la maison à tête élevée[réf. nécessaire]) forme le cœur religieux de la cité en étroite relation avec la ziggourat (Étéménanki, la maison du fondement du ciel et de la terre[réf. nécessaire]), également dédiée à Marduk, et dont il est séparé par la rue qui dessert le pont. Le temple est presque carré (79 m sur 85,80 m) et suit le plan dit « babylonien », disposé autour d'une grande cour rectangulaire.[réf. souhaitée] La ziggourat, d'une base carré de 91 mètres de côté, est installée à l'intérieur d'une vaste cour rectangulaire de 458 m sur 312 m[réf. souhaitée].

### Les travaux de Nabuchodonosor
Nabuchodonosor reprend les immenses travaux de restauration et d'embellissement de Babylone initiés par son père Nabopolassar. 
Il consacre des efforts considérables pour renforcer les murailles de sa capitale, en faisant reconstruire les murs des enceintes intérieures et extérieures de la ville. L'enceinte intérieure est elle-même une double muraille, avec un mur intérieur d'environ 6,50 mètres de large, un mur extérieur d'environ 3,50 mètres de large et 7 mètres entre les deux. Des tours sont construites tous les 18 mètres et au moins huit portes monumentales (dont la porte d'Ishtar) permettent d'accéder à la ville. Un grand fossé de plus de 12 mètres de large, déjà commencé sous le règne de Nabopolassar, entoure cette double muraille. L'enceinte extérieure, un grand mur également doublé d'un fossé, forme une troisième ligne de défense pour la partie orientale de la ville (alors séparée en deux par l'Euphrate).
Nabuchodonosor fait agrandir ou construire trois palais royaux. Il fait agrandir le palais de ses prédécesseurs (le palais Sud,), en y ajoutant cinq grandes cours accueillant la garnison, les administrations, la salle du Trône, les appartements royaux et le harem. L'assyriologue Henry Saggs rapporte que Nabuchodonosor y « fit remplacer les briques séchées par des briques cuites, ajouter des poutres de cèdre pour soutenir les terrasses et des carreaux émaillés pour décorer les murs, puis fit réhausser le tout d'or, d'argent et de pierres précieuses. ». Nabuchodonosor fait également construire deux palais en dehors de l'enceinte intérieure. Le premier d'entre eux, le palais Nord, est construit près de la muraille intérieure, juste au nord du palais Sud,. Il s'élève sur une plate-forme de 15 mètres de haut et est entouré d’une esplanade. Le second palais est construit à l'extrémité nord de la ville, près de l'enceinte extérieure.
Sur le plan religieux, Nabuchodonosor fait restaurer le temple Ésagil et la ziggourat voisine Étéménanki, tous deux dédiés à Marduk, divinité tutélaire de la ville. Ces deux bâtiments, les plus importants de la capitale, avaient été endommagés un siècle auparavant par les troupes du roi assyrien Sennachérib. Toutefois, son fils Assarhaddon et son petit-fils Assurbanipal, qui lui succédèrent, avaient déjà entrepris des programmes de reconstruction, de sorte que Nabuchodonosor n'a pas besoin de travaux monumentaux pour les remettre en état. Il travaille cependant à également embellir Étéménanki et refournit l'Ésagil de bois précieux, d'or, d'argent et de pierres fines. Il restaure également les autres temples de Babylone.
Enfin, Nabuchodonosor fait restaurer la Voie processionnelle, une vaste avenue de presque 21 mètres de largeur utilisée dans les processions religieuses de l'Akitu (célébrant le Nouvel An). Lors de ces processions, la statue de Marduk, accompagnée du roi, quittait son temple de l'Ésagil pour rejoindre le temple d'Akitu, situé en dehors des murs de la ville. Nabuchodonosor fait recouvrir le sol de dalles cuites jointoyées au bitume[réf. souhaitée] et la fait se déployer entre des murs ornés de carreaux émaillés et de frises en relief de briques. Pour la laisser sortir de la ville, il fait construire la monumentale porte d'Ishtar, dont les murs sont décorés d'une frise de carreaux émaillés représentant des taureaux et des dragons, qui symbolisent les dieux Adad et Marduk.
En dehors de Babylone, Nabuchodonosor a entrepris des travaux dans les autres villes majeures de la Babylonie, où il restaure les murailles et surtout les sanctuaires : son œuvre est attestée à Sippar, Borsippa, Akkad, Kish, Dilbat, Uruk, Larsa, Ur, etc. Il met aussi en chantier la construction ou la restauration de canaux servant à l'agriculture irriguée de la Basse-Mésopotamie, contribuant ainsi à la réorganisation et à l'expansion de l'économie agricole de cette région. Ses différents projets ont pour cohérence le fait qu'ils visent à restaurer la prospérité et la grandeur de la Babylonie qui a retrouvé son indépendance et sa puissance.[réf. souhaitée]

## Organisation de l'empire
La structure administrative de l'Empire babylonien est en grande partie calquée sur celle de l'Empire assyrien qu'il supplante, les charges de la cour étant souvent identiques entre l'un et l'autre. Nabuchodonosor s'appuie sur un groupe d'aristocrates, les « Grands du pays d'Akkad », disposant des plus hautes charges administratives et militaires, comme Neriglissar, général et gouverneur qui épouse sa fille Kashaya, et qui monte sur le trône peu après sa mort fort de ce lien matrimonial. L'armée de Nabuchodonosor reste mal connue, et ne semble pas beaucoup différer de celle de l'Assyrie.
Les grands temples jouent un rôle économique et administratif important en Babylonie. Celui d'Uruk a fourni une ample documentation écrite. Son administration hiérarchisée se retrouvait, semble-t-il, dans les autres sanctuaires, à Babylone ou à Borsippa. Le roi y a ses représentants dont l'action paraît être devenue plus stricte avec l'arrivée de Nabonide au pouvoir. Ces organismes semblent avoir été favorisés par les premiers souverains ; ils forment en effet une structure administrative préexistante qui contrôle la production économique, donc les revenus, du territoire qui en dépendent et allègent la charge administrative qui relève directement du palais.
L'essentiel de la vie économique est fondé sur l'agriculture. Les terres sont affectées selon leurs qualités et les possibilités d'irrigation, à l'élevage, aux palmeraies et aux céréales. Elles sont concédées contre redevance à ceux qui les exploitent. Certains exploitants sont propriétaires, mais ils restent soumis au temple pour leurs redevances.

## Littérature religieuse

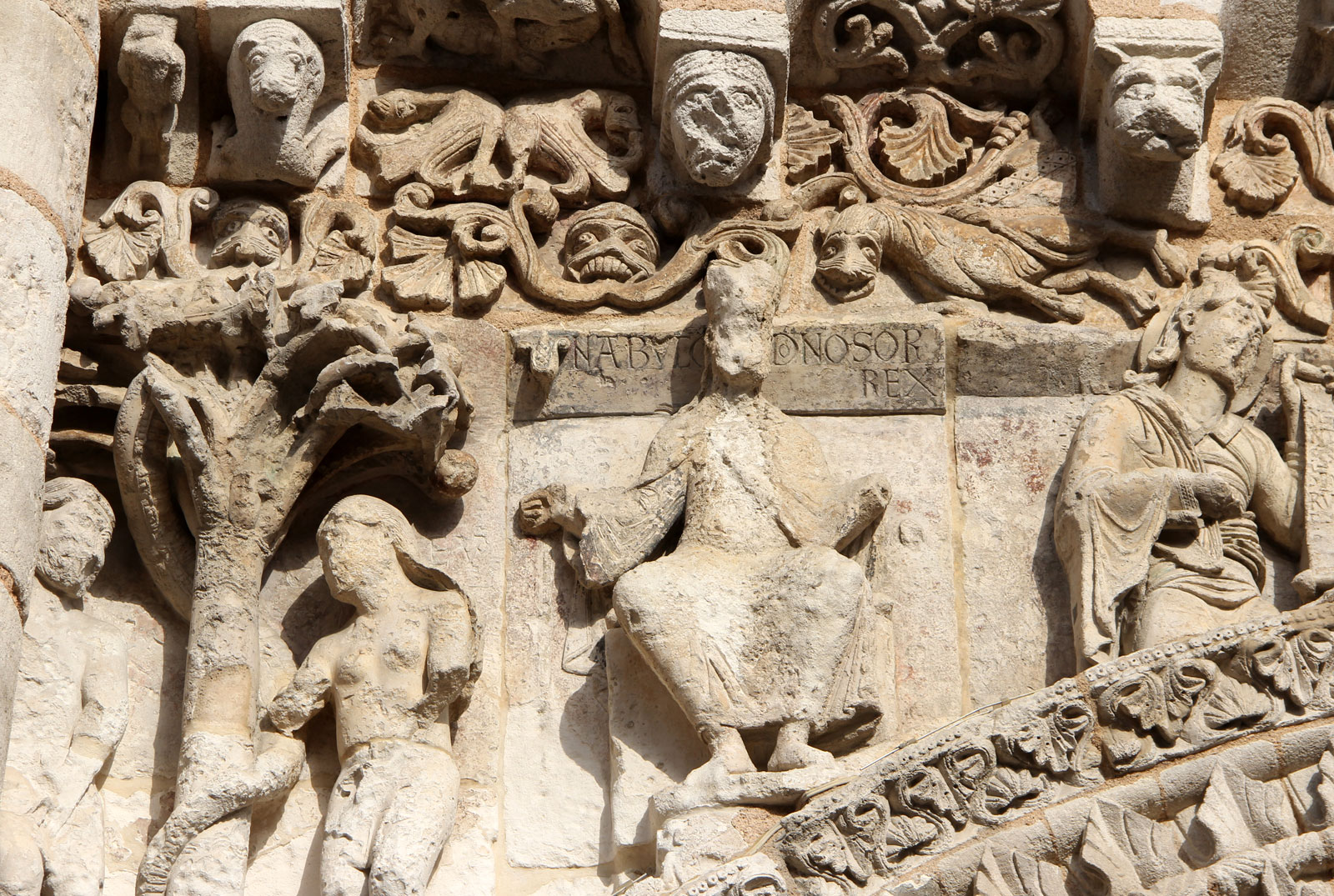
Figure de Nabuchodonosor II sur la façade ouest de l'église Notre-Dame la grande de Poitiers.

- Nabuchodonosor II est un personnage de la Bible hébraïque et de l'Ancien Testament. Plus précisément, il est évoqué dans le deuxième Livre des Rois, le deuxième Livre des Chroniques, le livre de Jérémie, le livre de Daniel et le livre de Judith. Dans le livre de Judith, son général en chef est Holopherne. L'image qu'il a laissée dans la culture juive et chrétienne est souvent négative, du fait des sièges de Jérusalem et de la déportation des Juifs en Babylonie qu'il a organisée. Mais il apparaît aussi comme l'instrument de Dieu, un de ceux qui connaît Dieu, et qui accomplit sa volonté en étendant son empire.
- La tradition musulmane (arabe et iranienne) a également préservé le souvenir de ce roi, sous le nom de Bukht-Naṣ(ṣ)ar, largement tributaire de la tradition biblique. Il apparaît avant tout sous l'aspect d'un chef militaire puissant et conquérant. Certains textes le décrivent cependant comme s'intéressant à des questions à la fois spirituelles et morales dans la vie et cherchant l'inspiration divine[11]. Selon Tabari, Nabuchodonosor, dont le nom persan était Bukhtrashah, était d'origine persane, de la descendance de Jūdharz[12][réf. incomplète].

## Dans les arts

### Opéra
- Nebukadnezar de Reinhard Keiser (1704).
- Nabucco de Giuseppe Verdi (1842), qui reflète cette vision du personnage, présenté (au départ) comme brutal, belliciste et despotique.

### Cinéma
- Nabuchodonosor est l'un des personnages du film muet allemand Jeremias, réalisé par Eugen Illés (en) en 1922 ; le roi de Babylone est incarné par Theodor Becker.
- Le vaisseau dans lequel l'équipage de Morpheus prend place dans le film Matrix s'appelle le Nebuchadnezzar, qui est le nom anglais de Nabuchodonosor.
- Il apparaît dans le 5ème épisode de la série La Bible.

### Littérature
- Nabuchodinosaure est une bande dessinée dont le nom du protagoniste est un mot-valise entre le Nabuchodonosor II et le mot dinosaure.
- Nabuchodonosor est un des personnages chat du roman Demain les chats de Bernard Werber.

### Gastronomie
- Une bouteille de champagne remplie avec le volume équivalant à 20 bouteilles standards (15 litres) est appelée Nabuchodonosor.

### Politique
- Saddam Hussein se considérait lui-même comme étant un successeur de Nabuchodonosor et avait placé l'inscription « Du roi Nabuchodonosor dans le règne de Saddam Hussein » dans les briques des murs de l'ancienne cité de Babylone durant un projet de reconstruction de la ville qu'il a initié. Il a également nommé l'une de ses Gardes républicaines d'après Nabuchodonosor.

### Musique
- Fred Locks (chanteur de reggae jamaïcain) accompagné du groupe The Creation Steppers, le cite dans la chanson Born in Slavery (disponible sur l'album Love & Harmony, 1978).

### Jeux vidéo
- Nabuchodonosor II est le dirigeant de l'empire babylonien dans le jeu vidéo Civilization V par Firaxis Games, sorti en 2010.

### Sources
- (en) Rocio Da Riva, The Neo-Babylonian Royal Inscriptions : An Introduction, Münster, Ugarit-Verlag, 2008.
- (en) Jamie Novotny et Frauke Weiershäuser, The Royal Inscriptions of Nabopolassar (625-605 BC) and Nebuchadnezzar II (604-562 BC), Kings of Babylon, Part 1, University Park, Eisenbrauns, coll. « The Royal Inscriptions of the Neo-Babylonian Empire » (no 1/1), 2024 (lire en ligne).

### Histoire de Babylone
- (en) D. J. Wiseman, « Babylonia 605-539 B.C. », dans John Boardman et al. (dir.), The Cambridge Ancient History, volume III part 2: The Assyrian and Babylonian Empires and other States of the Near East, from the Eighth to the Sixth Centuries B.C., Cambridge, Cambridge University Press, 1991, p. 229-251.
- Béatrice André-Salvini (dir.), Babylone, Paris, Hazan - Musée du Louvre éditions, 2008.
- Béatrice André-Salvini, Babylone, Paris, Presses universitaires de France, coll. « Que sais-je ? », 2012.
- Francis Joannès, « L'empire néo-babylonien », dans Bertrand Lafont, Aline Tenu, Philippe Clancier et Francis Joannès, Mésopotamie : De Gilgamesh à Artaban (3300-120 av. J.-C.), Paris, Belin, coll. « Mondes anciens », 2017, p. 781-831.
- (en) Paul-Alain Beaulieu, A History of Babylon, 2200 BC - AD 75, Hoboken et Oxford, Wiley-Blackwell, 2018 (ISBN 978-1-405-18899-9).
- (en) Karen Radner, A Short History of Babylon, Londres et New York, Bloomsbury Academic, 2020.
- (en) Michael Jursa, « The Neo-Babylonian Empire », dans Karen Radner, Nadine Moeller et Daniel T. Potts (dir.), The Oxford History of the Ancient Near East, Volume V: The Age of Persia, New York, Oxford University Press, 2023, p. 291-173.

### Articles de synthèse
- Francis Joannès, « Nabuchodonosor II », dans Francis Joannès (dir.), Dictionnaire de la civilisation mésopotamienne, Paris, 2001, p. 554-556.
- (de) Michael P. Streck, « Nebukadnezar II. A. Historisch », dans Reallexicon der Assyriologie und Vorderasiatischen Archäologie, vol. IX (3/4), Berlin, De Gruyter, 1999, p. 194-201.
- (de) Rainer Maria Czichon, « Nebukadnezar II. B. Archäologisch », dans Reallexicon der Assyriologie und Vorderasiatischen Archäologie, vol. IX (3/4), Berlin, De Gruyter, 1999, p. 201-206.
- (en) Jonathan Stökl et al., « Nebuchadnezzar », dans Encyclopedia of the Bible and Its Reception, Berlin et Boston, Walter de Gruyter, 2022, col. 1171-1188.

### Études spécialisées
- (en) Donald J. Wiseman, Nebuchadrezzar and Babylon, Oxford, New York et Toronto, Oxford University Press, 1985.
- Daniel Arnaud, Nabuchodonosor II : Roi de Babylone, Paris, Fayard, 2004.
- (en) Ronald H. Sack, Images of Nebuchadnezzar : The Emergence of a Legend, Selinsgrove, Susquehanna University Press, 2004, 2e éd.
- Georges Vajda, « Bukht-naṣ(ṣ)ar », dans Encyclopédie de l'Islam I, Louvain, 1960.
- (en) Yoko Watai, « The monuments of the Neo-Babylonian kings as an indication for their presence in the western territories of their empire », dans Shuichi Hasegawa et Karen Radner (dir.), The Reach of the Assyrian and Babylonian Empires. Case Studies in Eastern and Western Peripheries (Studia Chaburensia 8), Wiesbaden, Harrassowitz, 2020 (lire en ligne), p. 156-161.
- Josette Elayi, Nabuchodonosor : Roi de Babylone, entre histoire et légende, Paris, Perrin, 2025.

#### Bases de données et dictionnaires
- Ressource relative à la bande dessinée :   - Comic Vine
- Ressource relative aux beaux-arts :   - British Museum
- Notices dans des dictionnaires ou encyclopédies généralistes :   - Britannica
  - Den Store Danske Encyklopædi
  - Deutsche Biographie
  - Dizionario di Storia
  - Enciclopedia italiana
  - Enciclopedia De Agostini
  - Gran Enciclopèdia Catalana
  - Internetowa encyklopedia PWN
  - Proleksis enciklopedija
  - Store norske leksikon
  - Treccani
  - Universalis
- Notices d'autorité :   - VIAF
  - ISNI
  - IdRef
  - LCCN
  - GND
  - Israël
  - Suède
  - Norvège